# 富盛菊枝
富盛 菊枝（とみもり きくえ、1937年9月18日- ）は、日本の児童文学作家。
北海道室蘭市生まれ。本姓・杉山。日本女子大学家政学部児童学科卒。20代から創作を始める。吉行淳之介『暗室』のモデルの一人・高山勝美とは同級生。

## 著書
- 『ぼくのジャングル』堀内誠一絵 理論社 1965
- 『主婦の書く手紙』大泉書店 入門百科 1966
- 『鉄の街のロビンソン』鈴木琢磨画 あかね書房 1971　のちフォア文庫
- 『オランウータン わんぱくっ子とおかあさん』宮本昇協力 ポプラ社 子ども動物園 1980
- 『クマ 月のマークのいたずらっ子』ポプラ社 子ども動物園 1981
- 『グリムどうわ』ポプラ社 1983
- 『いたどり谷にきえたふたり』小林与志絵 太平出版社 戦争があった日のはなし 1985
- 『おやおやべんとうくまべんとう』篠原良隆絵 ポプラ社 1986
- 『子どもの時のなかへ』三好まあや版画 影書房 2004
- 『故郷の川を遡る鮭の背に』影書房 2013
- 『富盛菊枝児童文学選集』全3巻　影書房

1 (鉄の街のロビンソン) 2015
2 (いたどり谷にきえたふたり) 2015
3 ぼくのジャングル 2016

### 共著編
- 『イギリスの名作ものがたり』沢村毅共著 清水耕蔵絵 学習研究社 母と子の世界名作絵物語全集 1964
- 『わたしの娘時代』編 童心社 1974